# Beautiful Eyes
Beautiful Eyes — второй мини-альбом (EP) американской певицы и автора песен Тейлор Свифт. Альбом был выпущен 15 июля 2008 года на лейбле Big Machine Records эксклюзивно для американской сети магазинов Walmart. Альбом записан в жанре кантри-поп и содержит альтернативные версии песен с дебютного альбома певицы Taylor Swift (2006), и два оригинальных трека, «Beautiful Eyes» и «I Heart ?». В физические копии альбома были включены видеоклипы на синглы с дебютного альбома певицы.
Beautiful Eyes достиг девятой строчки в американском альбомном чарте Billboard 200 и достиг вершины чарта Billboard's Top Country Albums, сместив дебютный альбом певицы. «I Heart?» был выпущен как промосингл в июне 2008 года.

## Предпосылки
Дебютный альбом певицы стал очень успешным в США, и Свифт начала работать над её вторым студийным альбомом, Fearless, начиная с 2007 года. Beautiful Eyes ориентирован на жанр кантри-поп. В него вошли обновленные версии песен изTaylor Swift: альтернативная версия «Should’ve Said No», акустическая версия «Teardrops on My Guitar», радийный микс сингла «Picture to Burn», и промосингл «I’m Only Me when I’m with You». В альбом также вошли новые песни, «Beautiful Eyes» и «I Heart ?». На отдельном диске были включены видеоклипы на синглы с альбома Taylor Swift, а также видеоклип на «Beautiful Eyes» сделанный из кадров с вечеринки в честь восемнадцатилетия Тейлор.
Альбом был выпущен эксклюзивно для американской сети магазинов Wal-Mart. Альбом был выпущен ограниченным тиражом.

## Коммерческий прием
В неделю кончающаяся 2 августа 2008 года, Beautiful Eyes дебютировал на девятой строчке чарта Billboard 200 с продажами 45.000 копий.. Мини альбом провел в общей сложности 20 недель в чарте Billboard 200. В ту-же неделю он дебютировал на первой строчке чарта Top Country Albums, сместив дебютный альбом Свифт. На следующей неделе, Beautiful Eyes упал на вторую строчку и провел в общей сложности 28 недель в чарте Top Country Albums. По состоянию на июль 2019 года, в США продано 359.000 копий альбома.

## Продвижение
«I Heart ?» был выпущен как промосингл 23 июня, 2008 года. Свифт также несколько раз исполняла «Beautiful Eyes» в 2005 году и 2008 году

## Список композиций
| №                   | Название                                    | Автор(ы)                      | Продюсеры               | Длительность |
| ------------------- | ------------------------------------------- | ----------------------------- | ----------------------- | ------------ |
| 1.                  | «Beautiful Eyes»                            | Taylor Swift                  | Robert Ellis Orrall     | 2:58         |
| 2.                  | «Should've Said No» (Alternate version)     | Swift                         | Nathan Chapman          | 3:46         |
| 3.                  | «Teardrops on My Guitar» (Acoustic version) | Swift Liz Rose                | Chapman                 | 2:58         |
| 4.                  | «Picture to Burn» (Radio edit)              | Swift Rose                    | Chapman                 | 2:54         |
| 5.                  | «I'm Only Me When I'm with You»             | Swift Orrall Angelo Petraglia | Orrall Angelo Petraglia | 3:35         |
| 6.                  | «I Heart ?»                                 | Swift                         | Orrall                  | 3:15         |
| Общая длительность: | Общая длительность:                         | Общая длительность:           | Общая длительность:     | 18:06        |

| №                   | Название                                             | Режиссеры                 | Длительность |
| ------------------- | ---------------------------------------------------- | ------------------------- | ------------ |
| 1.                  | «Beautiful Eyes» (music video)                       | Trey Fanjoy Todd Cassetty | 2:56         |
| 2.                  | «Picture to Burn» (music video)                      | Fanjoy                    | 3:36         |
| 3.                  | «I'm Only Me When I'm with You» (music video)        | Swift                     | 3:47         |
| 4.                  | «Tim McGraw» (music video)                           | Fanjoy                    | 4:00         |
| 5.                  | «Teardrops on My Guitar» (Pop version) (music video) | Fanjoy                    | 3:26         |
| 6.                  | «Our Song» (music video)                             | Fanjoy                    | 3:30         |
| 7.                  | «Making of 'Picture to Burn' Video»                  | Cassetty                  | 22:02        |
| 8.                  | «GAC New Artist Interview»                           |                           | 14:45        |
| 9.                  | «2008 ACM Awards Performance of 'Should've Said No'» |                           | 4:04         |
| Общая длительность: | Общая длительность:                                  | Общая длительность:       | 60:46        |

## Позиции в чартах
| Чарт (2008)                        | Позиция |
| ---------------------------------- | ------- |
| США (Billboard 200)                | 9       |
| США (Billboard Top Country Albums) | 1       |

| Чарт (2008)      | Позиция |
| ---------------- | ------- |
| US Billboard 200 | 192     |